# Gliese 687
Gliese 687 – gwiazda w gwiazdozbiorze Smoka odległa o 14,8 roku świetlnego od Słońca. Jest to jedna z najbliższych Układowi Słonecznemu gwiazd. Ma układ planetarny.

## Charakterystyka obserwacyjna
Jej jasność wizualna to 9,15m. Jest ona zatem słabym obiektem i można ją dostrzec dopiero po uzbrojeniu oka w teleskop. Gliese 687 ma duży ruch własny sięgający 1,304 sekundy łuku na rok, co wiąże się z jej bliskością. Gwiazda była podejrzewana o bycie ciasnym układem podwójnym, ale nie udało się tego potwierdzić.

## Charakterystyka fizyczna
Gliese 687 to czerwony karzeł, gwiazda ciągu głównego zaliczana do typu widmowego M3. Temperatura tego czerwonego karła to ok. 3413 K, jego promień został zmierzony dzięki interferometrii i okazał się równy ok. 41% promienia Słońca. Jasność tej gwiazdy to zaledwie nieco ponad 2% jasności Słońca, a jego masa to ok. 41% masy Słońca.

## Układ planetarny
W 2014 roku poinformowano o odkryciu planety krążącej wokół tej gwiazdy. Otrzymała ona oznaczenie Gliese 687 b. Jej minimalną masę szacuje się na ok. 17 mas Ziemi, a okrąża ona swoją gwiazdę w ciągu 38 dni po orbicie o półosi wielkiej wynoszącej 0,16 au.
W 2020 roku opisano odkrycie drugiej planety, krążącej po znacznie dalszej orbicie. Ten obiekt ma podobną masę, 16 razy większą niż masa Ziemi, obiega gwiazdę w okresie dwóch lat ziemskich po bardziej ekscentrycznej orbicie, w średniej odległości 1,16 au.